# Eugen Kiemle
Eugen Kiemle (* im 19. oder 20. Jahrhundert; † im 20. Jahrhundert) war ein deutscher Architekt.

## Wirken
Zusammen mit seinem Geschäftspartner Paul Weber beteiligte Kiemle sich 1924 am Wettbewerb für ein Gefallenen-Denkmal der ehemaligen Feldartillerie-Regimenter 13 und 49 in Ulm. Zur Ausführung empfohlen wurden drei Entwürfe: der von Kiemle & Weber, der des Regierungsbaumeisters Unseld in Ulm und der des Regierungsbaurats Schall in Ulm.
Kiemle & Weber beteiligten sich in den Jahren 1929 bis 1932 am Großprojekt der im traditionalistischen Stil errichteten Kochenhofsiedlung in Stuttgart. Damals wurde das Büro als „Dipl.-Ing. Kiemle & Weber“ bezeichnet. Kiemle & Weber planten das Haus Nr. 11 der Siedlung.

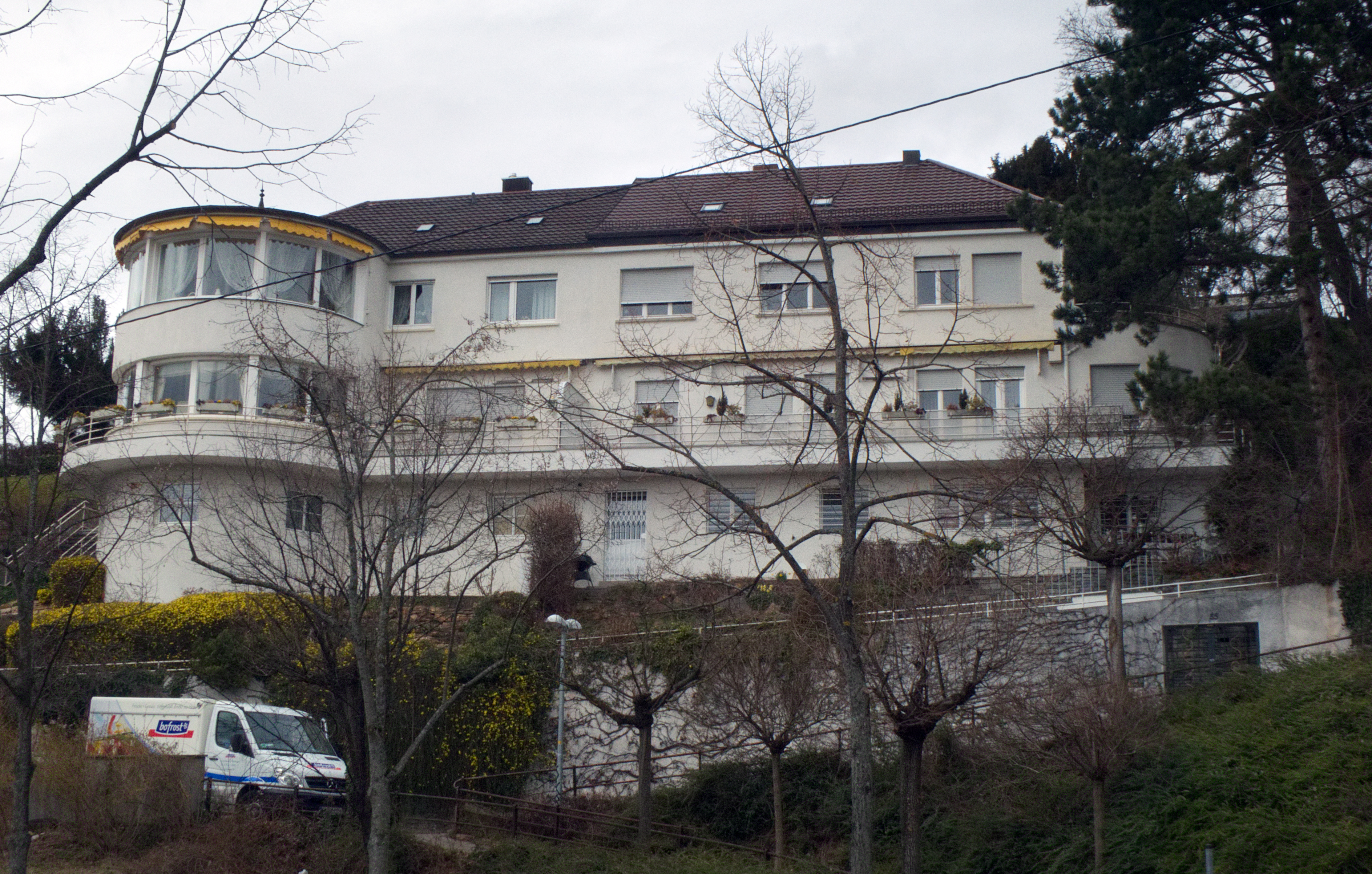
Eduard-Pfeiffer-Str. 53/55, Stuttgart

Ferner planten Kiemle & Weber 1932/33 das Doppelhaus Eduard-Pfeiffer-Straße 53/55 in Stuttgart, dessen Innenausstattung von Paul László stammte. Dieser verließ Deutschland im Jahr 1936. Das Gebäude gilt mittlerweile als Kulturdenkmal.
Der Umbau der Stollen der Gipsgrube Friede in Obrigheim für die unterirdische Produktion von Militärflugzeug-Motoren durch Daimler-Benz wurde von Eugen Kiemle als dem Haus-Architekten der Firma während der Zeit des Nationalsozialismus 1944 durchgeführt. Bei den Arbeiten griff Kiemle auf Zwangsarbeiter zurück, die er zum Teil persönlich anforderte. Für das Außenlager Asbach des KZ Neckarelz, in dem KZ-Häftlinge, die für die Realisierung des „Goldfisch“-Projekts benötigt wurden, untergebracht werden sollten, plante Kiemle bis zu 36 Gebäude, von denen aber deutlich weniger wirklich gebaut wurden.
Von 1947 bis 1951 wurde das Wohnhaus des Kunstsammlers Hugo Borst, das den Bombenangriffen im Zweiten Weltkrieg zum Opfer gefallen war, wieder aufgebaut; schon 1946 war die Galerie Borsts wieder der Öffentlichkeit zugänglich gemacht worden. Das Baugesuch war laut einem Brief von Theodor Heuss vom 21. August 1946 von Kiemle eingereicht worden. Es handelte sich dabei um das Haus „Sonnenhalde“, Gähkopf 3.
Im März 1955 wurde einem Entwurf Kiemles für den Neubau der Stuttgarter Gedächtniskirche der erste Platz unter 42 eingesandten Vorschlägen zuerkannt. Der Bauausschuss um den damaligen Gemeindepfarrer Werner Jetter war mit dieser Entscheidung der Jury allerdings nicht einverstanden und schließlich wurde der Architekt Helmut Erdle mit dem Bau der neuen Kirche beauftragt.
Ein Stein, der einst zu einer 1932 nach Plänen Kiemles gebauten Villa gehört hatte, wurde 2021 zu einer „Zeitkapsel“ umgestaltet und am Stuttgarter Birkenkopf vergraben. Der Stein trägt die Inschrift „Erinnerungen an die Hoffnung einer vergangenen Zukunft“.